# Wolfgang Gartner
Wolfgang Gartner (født Joseph Thomas Youngman; 17. Marts, 1982) Er en amerikansk DJ, og house-musik producer. Før 2010 var det meste af hans musik udgivet med hans eget musikselskab, Kindergarten, men han skrev kontrakt med Ultra Records i 2010, og Ministry of Sound i England i 2011